# Raión de Gubkin
El raión de Gubkin (ruso: Гу́бкинский райо́н) es un distrito administrativo (raión) ruso perteneciente a la óblast de Bélgorod. Comprende un conjunto de áreas rurales ubicadas al norte de la óblast, en torno a la ciudad de Gubkin, que a efectos administrativos (desconcentración) no forma parte del raión pero alberga su sede administrativa, quedando la ciudad en sí en un enclave en la parte nororiental del raión. El raión limita al norte con la óblast de Kursk.
Sin embargo, en 2007 se fusionó el ayuntamiento urbano de Gubkin con los diez ayuntamientos que había en el raión (el asentamiento de tipo urbano de Troitski, que en 2008 rebajó su estatus a posiólok rural, y nueve asentamientos rurales), por lo que todo el conjunto comparte un único autogobierno local bajo la forma jurídica de ókrug urbano (Гу́бкинский городско́й о́круг). En 2013 se amplió el territorio, al incorporar como pedanías otros dos asentamientos rurales que hasta entonces pertenecían al vecino raión de Stari Oskol.
En 2021, el ókrug urbano tenía una población de 114 989 habitantes, de los cuales 85 225 vivían en el territorio administrativo urbano separado de la ciudad de Gubkin y 29 764 en el territorio rural propio del raión administrativo. Este territorio rural se divide en diecinueve unidades administrativas rurales, que no se corresponden exactamente con los antiguos ayuntamientos que se unieron para formar el actual ókrug urbano. En esta parte rural del raión hay un total de 97 localidades rurales, de las cuales las más importantes son Troitski (de unos cinco mil cuatrocientos habitantes), Skoródnoye (de unos tres mil cuatrocientos habitantes) e Istóbnoye (de unos mil cuatrocientos habitantes).